# ココリコミリオン家族
『ココリコミリオン家族』（ココリコミリオンかぞく）は、2006年4月4日から2008年12月9日までテレビ東京系列で放送されていた視聴者参加型バラエティ番組である。放送時間は毎週火曜日19:00 - 19:56 (JST) 。正式タイトルは『ミリオン家族・1,000,000YEN COME TRUE・』、通称『ミリオン家族』。ココリコの冠番組。合言葉は「家族で力を合わせて目指せ100万円!」。2007年7月17日にゴールデンタイムに進出した（テレビ東京系列のTVQ九州放送は除く）。

## 番組概要
ココリコとゲストが様々なゲーム・企画で一般視聴者と100万円を賭けたゲームや企画を行う。
もともとは『スキバラ』枠火曜日（18:30-19:00）に放送されていたが、視聴率が好調だったため、同枠から初のゴールデンタイムに昇格する番組となった。またゴールデン昇格と同時にハイビジョン制作となった。
「かくれんぼバトル」および「ミリオンドッグ」では「貴族の娯楽として『おうちカジノ』が開催される」、「1トン家族（第1次）」では「海賊が夢の100万円を届けに来る」といったように設定がされており、ココリコの2人はそれらにちなんだ格好をしている。ゲストプレイヤーも正装やドレスで出演するのが恒例となっている。
2008年12月9日の2時間スペシャルにてレギュラー番組としては放送終了したが、その後2010年まで不定期で「かくれんぼバトル」の特番が放送された。

## 企画一覧

### 家族かくれんぼ→かくれんぼバトル
放送開始当初から登場。家族3人が家のどこかに隠れ、ココリコとゲストが捜索。30分間、1人でも隠れ切れば賞金100万円獲得となる。全員発見された場合は負けとなり、残念賞として高級牛肉1キロ分（『スキバラ』時代は家族全員分の焼肉店の食べ放題券）が贈られる。
家族側は事前に様々な隠れ場所（押し入れなどの収納用デッドスペースに加工を施した場所）を用意したり、捜索の邪魔をするためのトラップ（バリケード、落下物やダミー人形など）を仕込んでも良いが、危険な場所に隠れる事や危険なトラップを仕込む事は不可。
当初は家族を発見したプレイヤーは待機しなければならないというルールもあった。
スキバラ枠時代の後期からはオープニングでかくれんぼの成績と100万円流出率が表示されるようになり、その後は番組全体での賞金放出額が表示される。またゴールデン昇格に伴い「かくれんぼバトル」にタイトル変更された。
チャレンジャー側の成績は12勝24敗、賞金放出率は3分の1、チャレンジャーチームの最大連敗は5連敗。

### かくれんぼバトル（特番）
芸能人が隠れる側となり、各自100万円の賞金を持って隠れる。制限時間の間、ココリコまたは助っ人に見つからなければ賞金を獲得（手持ちの100万円をそのまま賞金として獲得できる個人戦ルールと獲得した賞金を参加者全員で山分けする団体戦ルールがある）。発見された場合100万円は没収され牢屋に収監される。
遊園地や無人島、大型ショップなど家族かくれんぼよりも非常に広い規模のため、大掛かりな隠れ場所（舞台の設置物の中や水辺、仕掛けたトラップ付近など）やトラップ（落とし穴や巨大落下物、放水など）がフィールドのいたるところに仕掛けてあり同時に隠れる側には何らかのアクシデント（隠れ場所の崩壊により隠れ場所がばれる）にも注意しなければいけない。また、ココリコ側にもヒントや探索必要のアイテムや移動用の乗り物など救済処置を与えられる。
また、確保者には捕まった際にルーレットなどでお仕置き（牢獄の上からの熱湯や墨汁、毒を抜いたタランチュラの投入、爆破など）が行われることがある。

### ミリオン1トン家族

#### 第1次
2006年10月3日から登場。制限時間30分以内に家族の代表者1人とココリコ、ゲスト（コンビ）の計5名で家の中から家具を運び出し、外にある180cm四方の量りに乗せて、ぴったり1トンになれば100万円をプレゼントとなる（1kg未満は四捨五入）。
最後に量りについているドアを閉める為、量りから少しでも家具がはみだしてはいけない。家具を運び出す際には素人には危険ということもありプロの「ハトのマークの引越センター」によるサポートがある。終了5分前までは現在の重さを見ることはできず、家族の代表者も終了5分前からしか参加できない。家族のうちいずれか一人が「キャプテン」として指揮役に回る。積めるスペースが限られているため、1トン分積むにはキャプテンの知恵と機転が必要になる。量りに乗せないのに外に持ってきた物は、制限時間内に家にしまわなくてはならない。
初回では、家族の代表者3人とココリコ、ゲスト（コンビ）の計7名が最初から参加し、量りには代表者が乗ることも可能で、外に持ってきた物は量りに乗せなくても家にしまう必要はないというルールだったがあまりにも簡単だったことより、次の回以降ルールが変更された。

#### 第2次
2007年5月22日から登場。第1次とは違い、家族とココリコが対決するスタイルとなった。ゲストはコンビである点、「ハトのマークの引越センター」のサポートがある点は第1次と同様である。
ココリコが30分以内に1トン以上の家具を運んだらゲームオーバー（残念賞として家族かくれんぼ同様高級牛肉1キロ分（『スキバラ』時代は家族全員分の焼肉店の食べ放題券）が贈られる）。逆に家族は30分以内に1トン分の家具を守りきれば100万円獲得。「かくれんぼ家族」同様トラップを仕込むこともできる（主に家具を持ちにくくする、家具を隠すなど）。
スキバラ時代には10分おきにカードタイムがあり、それにより家族側に有利になることも、ココリコ側が有利になることもあった。ゴールデン以降ではこれは廃止となり、代わりにココリコチームは時間内ならば次の3枚のカードを自由に使えるようになった。
- 「時間よ止まれ」 - 5分間タイマーが停止し再度作戦を立て直すことができる。
- 「引越の戦士」 - 5分間だけ「ハトのマークの引越センター」の2人のスタッフがサポートする。
- 「賢者のグッズ」 - 使われる事が無かったため、効果は不明。

このコーナーでは、家族側にかなり不利なルールが多く設定されたためか100万円獲得する家族が現れることなく、成功率0でコーナー終了となった。

### ミリオンドッグ
2007年3月13日から登場。挑戦者とその愛犬でチャレンジ。ココリコが選んだ5つのアイテム（食べ物、おもちゃ、くさい靴下など）をベルトコンベアで流し、規定の円内から犬が出たらアウトとなる。誘惑に負けず『待て』をし続けたら賞金獲得となる。
賞金は当初犬の鳴き声にちなんで100万ウォン（2007年当時は約13万円）だったが、その後10万円に変更された。失敗した場合には残念賞としてオリジナルのステッカーが贈られる。

### お取り寄せ家族

#### スキバラ時代
2007年5月8日から登場。ディーラー（司会）を亀井アナと遠藤。予測パネラーを田中とゲスト（このコーナーではゲストは「お取り寄せ王子」や「お取り寄せ姫」と呼ばれる）が務める。1回の放送で2家族が同時に挑戦する。
全国各地の特選素材が現れ、前に食べたものと比べて値段が高い（HIGH）か安い（LOW）かを当てる。10問連続で正解したら100万円獲得。ただし最初の問題だけは1万円より高い（HIGH）か安い（LOW）かを当てる。
最初に田中とゲストが出題された特選素材を食べ、そのリアクションと予想を元にそれぞれ解答を決定する。また、家族はヒントとして出題された特選素材をほんのひとかけらだけ試食できる。
チャレンジに失敗すると罰として冷蔵庫の中身をすべて没収される。

#### ゴールデン進出後
基本ルールはスキバラ時代と同じであるが、ココリコが10品の中から特選食材を1品選ぶようになり、予測パネラーはゲストのみとなった。家族はゲストのリアクションで高いか安いか当てる。スキバラ時代とは違って、家族は毎回試食は出来ないが、1回だけゴールドスプーン（金のスプーン）を使えば、スプーン1杯分を試食することができる。
当初はゲストプレイヤーは値段を予測するだけの役割であったが、後に家族が間違えた地点でゲストプレイヤーは出題した高級食材の金額を全額自腹で精算をしなければならないというルールに改正された。また、家族には残念賞としてミリオン茶碗（ロゴ入り茶碗）が贈られる。

### ミリオンシップ

#### 基本ルール
まず挑戦者（家族や芸能人ゲスト）は、番組が用意したダンボールやカラーペン、ガムテープを用いて、即席で船を製作。ただしガムテープに関しては、第2次以降7本までと使用制限が定められている。
そしてその船に代表者2名が乗船して、様々なトラップが仕掛けられたプール上の特設コースを進む。最後に、宝島（ゴール）に旗を立てることができれば100万円獲得。
途中で船から転覆または浸水が酷くなって船に詳しい審判に航行不可能と判断されたら、その時点で失格となる。
3つのバージョンが行われ、バージョンアップする度にコースの延長やトラップの変更などで難易度を上げてはいるものの、どのバージョンでも最初の収録分で100万円を獲得した家族を出している。

#### 第1次
2007年5月29日から登場。GW特別企画の予定だったが、好評のためレギュラー企画に昇格した。家族や芸能人が挑戦者として出場し、その中の代表2名が乗船する（芸能人は一部コンビ名で記述）。ロケ地は船の科学館のシーサイドプール。コースは全長200m。
- スタート - トラップ扱いではないが、坂を滑り降りて進水するシステムになっており、ここでバランスを崩して転覆してしまう挑戦者もいた。
- ミリオンロック - 4つの岩場を避ける。
- ミリオンハンマー - 左右に動くハンマーを避ける。
- ミリオンボール - ココリコがタイミングを見計らって巨大なボールを落とす。
- ミリオンシャワー - 上から降ってくるシャワーを早く進んで避ける。
- ミリオンハリケーン - 大きな送風機（扇風機）でコース端へ追い詰める。浸水も目的である。
- ミリオンビーム - ココリコが直接放水して船を沈めようとする。

#### 第2次
2007年7月17日から登場。ロケ地は東武動物公園のスーパープール。ダンボールとカラーペンは使い放題、ガムテープは7本まで。
コースの全長が100m延長され、300mへと伸びた。更に大半のトラップでは、コースの脇をココリコが移動しながら自らスイッチを入れたり仕掛けを作動させる様になった。その為、船が速過ぎるとココリコが追い付かずトラップのスイッチを入れるのが間に合わなくなるなどスピードも要求された。
- スタート - 以前と同じ。
- ミリオンスコール - 4つの岩場と上から降ってくるシャワーを避ける。第1次のロックとシャワーを統合。シャワーはココリコが空気ポンプで水を出すシステムになった。
- ミリオンボール - 一方向から2個の巨大ボールをココリコが自ら転がす。
- ミリオンバズーカ - 投球機でプラスチックの球を発射して、船を狙い撃ちする。
- ミリオンハンマー - 巨大なハンマーで行く手を遮る。
- ミリオンハンド - 2007年9月18日放送分から登場。巨大な手の形をした風船で、船を押し潰したり、進路を塞いだりする。
- ミリオンハリケーン - 大きな送風機（扇風機）でコース端へ追い詰める。
- ミリオンビーム - ココリコが直接放水して船を沈めようとする。

#### 第3次
2008年7月15日から登場。ロケ地は大磯プリンスホテルの大磯ロングビーチ。
コース距離が一気に倍増して、600mへと伸びた。また、新人のお笑い芸人が妨害を行うトラップが登場した。
- スタート - 以前と同じ。
- ミリオンスコール - 第2次と同じ。
- ミリオンアザラシ - 10体のアザラシに扮した芸人が、バタ足で波を起こす。
- ミリオンボール - ココリコが左右から巨大なボールを転がし、船にぶつける。
- ミリオンタコ - 10体のタコに扮した芸人（太った芸人が多い）がプールに飛び込み、波を立てる。
- ミリオンハンマー・ゲート - 2つの巨大なハンマーを避けながら、レバーを回してゲートを開けて進む。レバーは高い位置にあるので、船の上で立たないと回すことができない。
- ミリオンハリケーン - 大きな扇風機で風を送り、コース端へ押す。
- ミリオンビームハイパー - ココリコがポンプを使って直接放水し、船を浸水させようとする。

### シャドー家族
2007年6月19日のみ登場。ココリコチーム（ココリコとゲスト1名）と家族がそれぞれ、入れ替わりで家にあるもので影絵を制作し披露（ココリコチームはココリコが影絵を制作する）。それをココリコチームの解答者であるゲスト、家族の解答者である子供が当てる。
影絵はものを固定できるように、床には粘土が敷かれ、空中にはピアノ線が張られた「シャドーステージ」（幅150cm、高さ120cm）に制作する。影絵制作中は、製作者が影絵を制作しているときの話声が聞こえないように、解答者はヘッドホンをして待機する。
チームメイトが正解すれば1ポイント。3本勝負のPK戦方式で行われ、引分の場合延長戦あり。3本勝負のうち、正解数がココリコチームに勝っていれば賞金10万円獲得。

### IQ5m家族
2007年10月30日から登場。家族は3名で猿のかぶりものを着用して挑戦する。5分以内に5m上にある宙吊りになった100万円をいくつかの用意された道具を工夫して用いて落下させ、代表1人の頭の上にあるボウルでダイレクトキャッチすれば成功となる。落下させた100万円を手でつかんだり、道具の上に落とすことは禁止されており、行った場合は失格となる。

#### 中辛（第2次）
基本ルールは同じであるが、いくつかの用意された道具の中から3種類を選び、その道具のみを工夫して用いて5m上の100万円を落下させなくてはいけなくなった。

### ハッピーバースデー家族
2007年11月6日から登場。放送月に誕生日を迎える家族を持った3名が参加する。10本のろうそくを1名ずつ3名が参加して1.5m離れたケーキにある全部のろうそくを消したら成功となる。成功の場合合計100万円分の硬貨が入った箱からコインのつかみ取りを行い、取った合計がそのまま獲得賞金となる。失敗の場合は残念賞としてケーキ無料引換券が贈られる。

### ミリオン戦隊パパドレンジャー
2007年12月11日から登場。父親とお笑い芸人（田中＋若手芸人数名）が5人の戦隊ヒーロー（レッド、ブルー、イエロー、グリーン、ピンク）に扮して様々なアピール（父親は自分であることを、芸人たちは父親になり切って騙そうとする）を行い、それを見て子供（子供が2人以上の場合1人で挑戦する）は5人の中で誰が自分の父親なのかを見抜く。最後に戦隊が全員登場し、子供は父親だと思うヒーローに駆け寄るという形で解答。見事駆け寄られたヒーローが父親であれば賞金100万円獲得。外した場合はチャレンジ失敗となり、残念賞として入浴剤が贈られる。
冒頭で挑戦する子供以外の家族は田中率いる悪役たちに「拉致」という形で連れ去られ、挑戦中は牢屋を模した別室でモニタリング。挑戦する子供は1人で考える必要がある（ゲストと遠藤はインタビュアーとして付き添う）。
ココリコとゲストの3人は悪役として登場するが、遠藤（総司令官）とゲスト（女帝）は子どもにインタビューなどを進行を担当、田中（大佐）は自身も含めダミーの戦隊ヒーローの中に混じる。

### ミリオンゲッチュー
2008年2月5日から登場。家族の代表3名がココリコの2人とプロのラジコン操縦士3人の計5名の運転するネズミ型ラジコン5機を制限時間3分以内にすべて捕まえれば賞金100万円を獲得。ただし、フィールドの真ん中にある缶を倒されたら失格（無論自分で倒してしまっても失格となる）。逆に操作ミスでラジコンが場外に出た場合もそのラジコンは失格（捕獲扱い）となる。フィールドには回避しやすくなるようなトラップも設置されている。失格の場合は残念賞としてチーズフォンデュセットがプレゼントされる。
初期のラジコンは全員同じネズミ型だったが、後期はココリコが操作するラジコン「ココチュー」、「リコチュー」。そして、プロが操作するラジコンで一際大きい「メガチュー」、一際小さく素早い「ミニチュー」、スピードが格段に早くて捕まえにくい「チューマッハ」とそれぞれ個性豊かなラジコンが登場した。
初めての100万円獲得者が出てからは「ミリオンゲッチュー スイート」となり、フィールドの広さが狭くなったりと、フィールド上のトラップが減り難易度が下がった。

### ミリオンパパ
2008年4月8日から登場。父親30人が一斉に挑戦する。田中が教室で進行し、別室では遠藤と挑戦者の子供たちがモニタリングを行う。小学校の教科書で習う教養問題や、小学生が分かるレベルの芸能問題などからクイズを100問（20問×5ブロック）出題され、100点満点、つまり100問全て正解することができれば賞金100万円獲得。第1-4ブロックでは、1ブロック毎に採点を行い、1問でも間違えていれば脱落。滑り台で子供達の元へ送り出された後、自分の子供と共に即刻退場する。
- 第1ブロック - 2択問題20問。
- 第2ブロック - 記述式問題20問。
- 第3ブロック - 2択問題20問。
- 第4ブロック - 写真のモノの名前を答える（ヒントとして文字数だけ○が表示されており、更に数文字が公開されている。つまり、公開されていない○に文字を穴埋めして答えていく）。20問出題。
- 第5ブロック - 記述式問題20問。ただしこのブロックのみ、1問ずつ順番に解答→正解判定を行っていく。不正解・時間切れ（15秒以内に解答できなかった）で脱落。

最終回（2008年12月9日放送分）はルールを変更、生き残り方式で、最後まで残った1人が必ず100万円を獲得できる。また、体育や実技で答える問題も出題された。

### すっぴん！ ママバーガー
2008年8月19日から登場。母親の手作り料理とそれに近いニセモノをハンバーガーにし、子供が試食し本物の母親の料理を当てる。遠藤はハンバーガー屋の店員、田中は怪人「タナバーガー」に扮する。遠藤は正解をどちらの選択肢に置くかを選び、田中は試食する子供にインタビューしたり、答えを迷わせる。問題ごとに難易度が増していき、5問連続正解できたら100万円獲得。しかし1問でも間違えば失格、罰ゲームとして母親は化粧を落としすっぴんにしなければならない。
各レベルの偽バーガーの内容は以下の通り。
- レベル1：冷凍食品バーガー（冷凍食品を解凍しそれをはさんだだけの物）
- レベル2：お惣菜バーガー（スーパーの惣菜品をはさんだ物）
- レベル3：ミリオンシェフバーガー（プロのシェフがオーソドックスに製作した料理をはさんだハンバーガー）
- レベル4：シェフヒントバーガー（作る前に田中が子どもに料理の特徴を聞き、それをもとにプロが料理を作る）
- レベル5：コピーバーガー（プロが母親から具材の切り方や隠し味などを全て教えてもらい、完全にコピーしたバーガー。違いはもはや母の「愛情」だけとなっている。）

## 出演者
- プレイヤー：ココリコ（遠藤章造・田中直樹）
- ディーラー（進行・判定）：松丸友紀（テレビ東京アナウンサー）
  - ただし、スペシャル放送時（2006年11月7日放送された「ココリコミリオン大家族　1時間半スペシャル」など）は大竹佐知（テレビ東京アナウンサー）が代理を務めることもある
- ナレーター：垂木勉　鈴木まどか　田子千尋　満仲由紀子

### 過去の出演者
- 亀井京子（元テレビ東京アナウンサー。退職により降板）

## 補足情報
- 本番組がスキバラ枠で放送されていた頃、前の番組であった『アニマル横町』の最後に主役の松崎あみが「ココリコさん、よろしくおねがいしまーす」と言った後、遠藤が「はいはーい、あみちゃーん」と応答していた（途中で各局とも廃止された）。また、本番組の最後に遠藤が「次は火曜いージャン!!、銀さん（銀魂）よろしく!」と次の番組の前フリをする場面もあった（テレビ愛知を除く）。
- スペシャル（特番）の時は『ココリコ ミリオン大家族』というタイトルになる。
- 台湾は2008年春から「100万到我家」(100万円が家にやってくる)のタイトルで放送開始、ゴールデン昇格後の放送分から放送され、番宣はナレーション台本のココリコへの贔屓と逆に、挑戦者側贔屓の手法を取った。
- アメリカ・ハワイ州では、ケーブルテレビ日本語チャンネルNGN（Nippon Golden Network）を通じ、2009年から現地時間水曜20:35―にCM抜きで放送されている。タイトルは"Million Kazoku"とされ、全編英語字幕付き。

## スタッフ
- 構成：松本真一、田中大祐、興津豪乃、近藤祐次、江戸川ダビ夫、小杉四駆郎、成瀬正人 ／ 福原フトシ
- カメラ：安達良
- VE：福重伸隆
- 音声：西田敬
- 美術：三浦良文
- 美術デザイン：薬王寺哲朗
- 美術進行：野本和広
- メイク：久保育美
- タイトル：岩瀬匠
- CG：藤城光
- 編集：阿部こーいち (阿部公一)
- MA：田倉学
- 音効：平山稚子（佳夢音）
- 番組宣伝：圡方真（テレビ東京）
- AP (アシスタントプロデューサー)：遠藤充子（テレビ東京）、中塚大悟（NET WEB）
- ディレクター：渡辺剛・山本カンスケ・小林一丈・下元元（NET WEB）、星俊一・太田勇（テレビ東京）、石上眞一、石田夏樹、石井賢次、石田直央、齋藤慎一郎（NET WEB）
- 演出：西森尚展
- プロデューサー：大庭竹修（テレビ東京）、宮本稔久、辻村たろう（NET WEB）
- 技術協力：池田屋、麻布プラザ
- スタッフ協力：NET WEB
- 制作協力：吉本興業
- 製作著作：テレビ東京

### 過去のスタッフ
- チーフプロデューサー：近藤正人
- プロデューサー：宮本雄宇、林正樹（吉本興業）、神田信二（よしもとクリエイティブ・エージェンシー）、舘寿永（NET WEB）
- ディレクター：、原田浩司、金子浩、井上雅晴（テレビ東京）、大久保崇、田中健太、中塚大悟（NET WEB）(現在はアシスタントプロデューサー)
- AP (アシスタントプロデューサー)：向井美科（NET WEB）
- 番組宣伝：田口亜希子（テレビ東京）
- カメラ：矢代祐一・君山まもる（ニユーテレス）
- VE：田畑司（ニユーテレス）
- 音声：小清水健治（ニユーテレス）
- 美術：関根恵二（番組開始-2007年3月）
- 編集：国井勝雄、佐々木智司
- MA：福田忠光

## ネット局と放送時間
| 放送対象地域   | 放送局                | 系列           | 放送時間                 | 遅れ       |
| -------------- | --------------------- | -------------- | ------------------------ | ---------- |
| 関東広域圏     | テレビ東京（TX）      | テレビ東京系列 | 火曜 19時00分 - 19時56分 | 制作局     |
| 北海道         | テレビ北海道（TVh）   | テレビ東京系列 | 火曜 19時00分 - 19時56分 | 同時ネット |
| 愛知県         | テレビ愛知（TVA）     | テレビ東京系列 | 火曜 19時00分 - 19時56分 | 同時ネット |
| 大阪府         | テレビ大阪（TVO）     | テレビ東京系列 | 火曜 19時00分 - 19時56分 | 同時ネット |
| 岡山県・香川県 | テレビせとうち（TSC） | テレビ東京系列 | 火曜 19時00分 - 19時56分 | 同時ネット |
| 福岡県         | TVQ九州放送（TVQ）    | テレビ東京系列 | 土曜 19時55分 - 20時54分 | 遅れネット |
| 滋賀県         | びわ湖放送（BBC）     | 独立局         | 火曜 19時00分 - 19時56分 | 同時ネット |
| 和歌山県       | テレビ和歌山（WTV）   | 独立局         | 火曜 19時00分 - 19時56分 | 同時ネット |
| 岩手県         | IBC岩手放送（IBC）    | TBS系列        | 日曜 14時00分 - 14時54分 | 遅れネット |
| 宮城県         | 東北放送（TBC）       | TBS系列        | 土曜 16時00分 - 17時00分 | 遅れネット |
| 福島県         | 福島中央テレビ（FCT） | 日本テレビ系列 | 不定期放送               | 遅れネット |
| 新潟県         | 新潟総合テレビ（NST） | フジテレビ系列 | 土曜 13時00分 - 13時55分 | 遅れネット |
| 長野県         | 信越放送（SBC）       | TBS系列        | 土曜 12時10分 - 13時05分 | 遅れネット |
| 石川県         | 石川テレビ（ITC）     | フジテレビ系列 | 月曜 15時00分 - 15時55分 | 遅れネット |
| 岐阜県         | 岐阜放送（GBS）       | 独立局         | 木曜 21時00分 - 21時54分 | 遅れネット |
| 奈良県         | 奈良テレビ（TVN）     | 独立局         | 水曜 19時00分 - 19時53分 | 遅れネット |
| 広島県         | 広島テレビ（HTV）     | 日本テレビ系列 | 日曜 16時30分 - 17時25分 | 遅れネット |
| 鳥取県・島根県 | 日本海テレビ（NKT）   | 日本テレビ系列 | 火曜 16時53分 - 17時50分 | 遅れネット |
| 愛媛県         | 南海放送（RNB）       | 日本テレビ系列 | 木曜 25時05分 - 26時00分 | 遅れネット |
| 高知県         | 高知放送（RKC）       | 日本テレビ系列 | 土曜 16時00分 - 16時55分 | 遅れネット |
| 長崎県         | 長崎文化放送（ncc）   | テレビ朝日系列 | 土曜 16時00分 - 16時55分 | 遅れネット |
| 熊本県         | 熊本放送（RKK）       | TBS系列        | 日曜 13時00分 - 13時54分 | 遅れネット |
| 大分県         | 大分放送（OBS）       | TBS系列        | 不定期放送               | 遅れネット |
| 鹿児島県       | 鹿児島放送（KKB）     | テレビ朝日系列 | 土曜 15時00分 - 15時55分 | 遅れネット |

- そのほか、アメリカ合衆国ハワイ州のケーブルTV日本語チャンネルNGNが、現地時間毎週水曜20：35から約2年遅れで放送していた。全編英語字幕付、番組中のCMはなかった。

### 過去のネット局
- テレビ信州（TSB）
- 三重テレビ（MTV）
- 長崎放送（NBC）（30分時代のみ）
- 琉球朝日放送（QAB）
- 山形放送（YBC）